# Mistrzostwa Europy w Rugby 7 Mężczyzn 2024
Mistrzostwa Europy w Rugby 7 Mężczyzn 2024 – dwudzieste drugie mistrzostwa Europy w rugby 7 mężczyzn, oficjalne międzynarodowe zawody rugby 7 o randze mistrzostw kontynentu organizowane przez Rugby Europe mające na celu wyłonienie najlepszej męskiej reprezentacji narodowej w tej dyscyplinie sportu w Europie. Zostały rozegrane w formie sześciu turniejów w czterech hierarchicznie ułożonych dywizjach w okresie od 7 czerwca do 14 lipca 2024 roku. W walce o tytuł mistrzowski brało udział dwanaście zespołów, pozostałe europejskie drużyny, które przystąpiły do rozgrywek, występowały w niższych dywizjach, pomiędzy wszystkimi czterema istniał system awansów i spadków.
W obu finałach spotkały się reprezentacje Francji oraz Irlandii, które podzieliły się zwycięstwami, tytuł mistrzowski dzięki lepszemu bilansowi małych punktów na przestrzeni całego cyklu zdobyli jednak Francuzi. Wyróżniającymi się zawodnikami w mistrzowskich turniejach byli Alexis Levron, Gaspard Lalli, Manuel Vareiro, Connor O’Sullivan, Chris Umeh, Sunni Jardine, Saba Archvadze, Felix Hufnagel, Hugo Keenan, Sergi Chkhaidze i Noah Canepa Mendo.

## Informacje ogólne
Mistrzostwa zostały rozegrane w formie sześciu turniejów – dwóch w GPS oraz czterech w niższych dywizjach.
Mistrzem Europy zostawała drużyna, która po rozegraniu dwóch turniejów na przełomie czerwca i lipca – w Makarskiej i Hamburgu – zgromadziła najwięcej punktów, które były przyznawane za zajmowane w nich miejsca:
| Miejsce | Punkty |
| ------- | ------ |
| 1       | 20     |
| 2       | 18     |
| 3       | 16     |
| 4       | 14     |
| 5       | 12     |
| 6       | 10     |
| 7       | 8      |
| 8       | 6      |
| 9       | 4      |
| 10      | 3      |
| 11      | 2      |
| 12      | 1      |

Reprezentacje w każdym z turniejów zostały podzielone na trzy czterozespołowe grupy rywalizujące w pierwszej fazie w ramach grup systemem kołowym, po czym nastąpiła faza pucharowa – z awansem do półfinałów dla czołowej dwójki z każdej z grup bądź też z walką o poszczególne miejsca dla zespołów z tych samych pozycji. W fazie grupowej spotkania toczone były bez ewentualnej dogrywki, za zwycięstwo, remis i porażkę przysługiwały odpowiednio trzy, dwa i jeden punkt, brak punktów natomiast za nieprzystąpienie do meczu. W przypadku tej samej liczby punktów ich lokaty miały być ustalane kolejno na podstawie:
1. wyniku meczów pomiędzy zainteresowanymi drużynami;
2. lepszego bilansu punktów zdobytych i straconych;
3. lepszego bilansu przyłożeń zdobytych i straconych;
4. większej liczby zdobytych punktów;
5. większej liczby zdobytych przyłożeń;
6. rzutu monetą.

W przypadku remisu w fazie pucharowej organizowana była dogrywka składająca się z dwóch pięciominutowych części, z uwzględnieniem reguły nagłej śmierci.
Przystępujące do turnieju reprezentacje mogły liczyć maksymalnie dwunastu zawodników. Rozstawienie w każdych zawodach następowało na podstawie wyników poprzedniego turnieju, a w przypadku pierwszych zawodów – na podstawie rankingu z poprzedniej edycji.
Pomiędzy dywizjami istniał system awansów i spadków – po zakończonym sezonie po dwie (z dwóch najwyższych poziomów rozgrywek) lub jedna (z Conference 1) najsłabsze reprezentacje zostały relegowane do niższej klasy rozgrywkowej, a ich miejsce zajęły dwie czołowe drużyny Trophy i Conference 1 oraz triumfator Conference 2.
Wszystkie turnieje zostały rozegrane wraz z zawodami żeńskimi i były transmitowane w Internecie. Ceny najtańszych wejściówek na zawody Grand Prix kształtowały się w granicach 10–15 euro.
Sędziowie zawodów.

## Turnieje

### Makarska (7–9 czerwca)
| Miejsce | Reprezentacja   |
| ------- | --------------- |
| 1       | Francja         |
| 2       | Irlandia        |
| 3       | Niemcy          |
| 4       | Gruzja          |
| 5       | Portugalia      |
| 6       | Włochy          |
| 7       | Wielka Brytania |
| 8       | Belgia          |
| 9       | Hiszpania       |
| 10      | Litwa           |
| 11      | Chorwacja       |
| 12      | Ukraina         |

|  |                |           |           |                   |   |         |         |       |
|  | Półfinały      | Półfinały | Półfinały |                   |   | Finał   | Finał   | Finał |
|  | Półfinały      | Półfinały | Półfinały |                   |   | Finał   | Finał   | Finał |
|  | 9 czerwca 2024 |           |           |                   |   |         |         |       |
|  |                |           |           |                   |   |         |         |       |
|  | Gruzja         | Gruzja    | 7         |                   |   |         |         |       |
|  | Gruzja         | Gruzja    | 7         | 9 czerwca 2024    |   |         |         |       |
|  | Francja        | Francja   | 26        |                   |   |         |         |       |
|  | Francja        | Francja   | 26        |                   |   | Francja | Francja | 12    |
|  | 9 czerwca 2024 |           |           |                   |   | Francja | Francja | 12    |
|  |                |           | Irlandia  | Irlandia          | 7 |         |         |       |
|  | Niemcy         | Niemcy    | Irlandia  | Irlandia          | 7 | 7       |         |       |
|  | Niemcy         | Niemcy    |           |                   |   |         |         |       |
|  | Irlandia       | Irlandia  | 31        |                   |   |         |         |       |
|  | Irlandia       | Irlandia  | 31        | Mecz o 3. miejsce |   |         |         |       |
|  |                |           |           |                   |   |         |         |       |
|  | 9 czerwca 2024 |           |           |                   |   |         |         |       |
|  |                |           |           |                   |   |         |         |       |
|  | Gruzja         | Gruzja    | 7         |                   |   |         |         |       |
|  | Gruzja         | Gruzja    | 7         |                   |   |         |         |       |
|  | Niemcy         | Niemcy    | 31        |                   |   |         |         |       |
|  | Niemcy         | Niemcy    | 31        |                   |   |         |         |       |

### Hamburg (28–30 czerwca)
| Miejsce | Reprezentacja   |
| ------- | --------------- |
| 1       | Irlandia        |
| 2       | Francja         |
| 3       | Portugalia      |
| 4       | Niemcy          |
| 5       | Gruzja          |
| 6       | Włochy          |
| 7       | Hiszpania       |
| 8       | Belgia          |
| 9       | Litwa           |
| 10      | Wielka Brytania |
| 11      | Ukraina         |
| 12      | Chorwacja       |

|  |                 |            |           |                   |    |          |          |       |
|  | Półfinały       | Półfinały  | Półfinały |                   |    | Finał    | Finał    | Finał |
|  | Półfinały       | Półfinały  | Półfinały |                   |    | Finał    | Finał    | Finał |
|  | 30 czerwca 2024 |            |           |                   |    |          |          |       |
|  |                 |            |           |                   |    |          |          |       |
|  | Irlandia        | Irlandia   | 14        |                   |    |          |          |       |
|  | Irlandia        | Irlandia   | 14        | 30 czerwca 2024   |    |          |          |       |
|  | Portugalia      | Portugalia | 12        |                   |    |          |          |       |
|  | Portugalia      | Portugalia | 12        |                   |    | Irlandia | Irlandia | 19    |
|  | 30 czerwca 2024 |            |           |                   |    | Irlandia | Irlandia | 19    |
|  |                 |            | Francja   | Francja           | 14 |          |          |       |
|  | Francja         | Francja    | Francja   | Francja           | 14 | 15       |          |       |
|  | Francja         | Francja    |           |                   |    |          |          |       |
|  | Niemcy          | Niemcy     | 0         |                   |    |          |          |       |
|  | Niemcy          | Niemcy     | 0         | Mecz o 3. miejsce |    |          |          |       |
|  |                 |            |           |                   |    |          |          |       |
|  | 30 czerwca 2024 |            |           |                   |    |          |          |       |
|  |                 |            |           |                   |    |          |          |       |
|  | Portugalia      | Portugalia | 14        |                   |    |          |          |       |
|  | Portugalia      | Portugalia | 14        |                   |    |          |          |       |
|  | Niemcy          | Niemcy     | 12        |                   |    |          |          |       |
|  | Niemcy          | Niemcy     | 12        |                   |    |          |          |       |